# Renato Guttuso

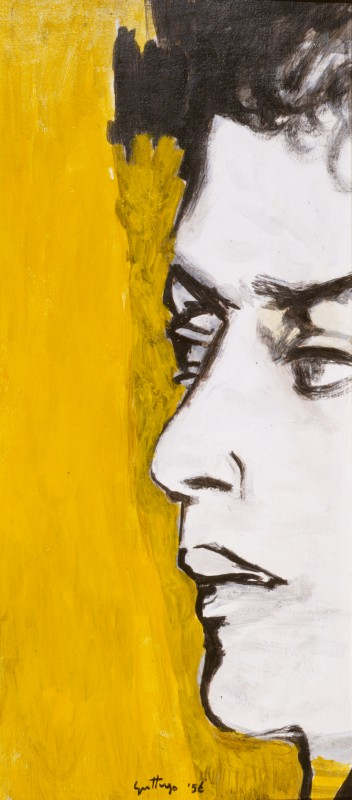
Perfil (1956)

Renato Guttuso (Bagheria, Palerm, Itàlia, 26 de desembre de 1911 - Roma, Itàlia, 18 de gener de 1987) va ser un pintor i escultor italià.
Resistent, antifeixista, molt aviat relacionat amb els comunistes, Guttuso es caracteritza tanmateix per un art que transcendeix tota la consideració política i per una identitat siciliana que es troba a les antípodes del regionalisme.
| «         | La pintura està molt lluny d'imitar allò que un estima. | » |
| — Guttuso |                                                         |   |

## Biografia
El 1928, va iniciar-se al taller del pintor futurista Pippo Rizzo, amb que es va familiaritzar amb les noves tendències de la pintura. El 1934, a Milà, va contactar amb els artistes de Corrente.
Es va traslladar a Roma el 1937 i va realitzar la seva primera pintura, dedicada a García Lorca: Fucilazione in campagna. El 1938 va realitzar la seva primera exposició en solitari a la galeria La Cometa de Roma. El quadre Crocefission del 1941 va provocar un gran debat, tant entre religiosos com entre polítics. Va participar en la resistència durant la Segona Guerra Mundial i va pintar Gott mit Uns per denunciar les massacres nazis. El 1945 es va incorporar a l'equip de Fronte Nuovo dell Arti, amb Fontana, Vedova, Morlotti, Turcato, Corpora i Viana, entre d'altres. Va participar en la Biennal de Venècia el 1952 amb la Battaglia di Ponte dell'Ammiraglio, i va tornar a provocar un gran debat. El 1965 va realitzar una gran escultura de Uomo che legge il giornalle. A Guttuso és evident l'obra de Goya i l'impacte del Guernica de Picasso, no només en l'estil, sinó pels tints polítics de la seva obra.

## Galeria

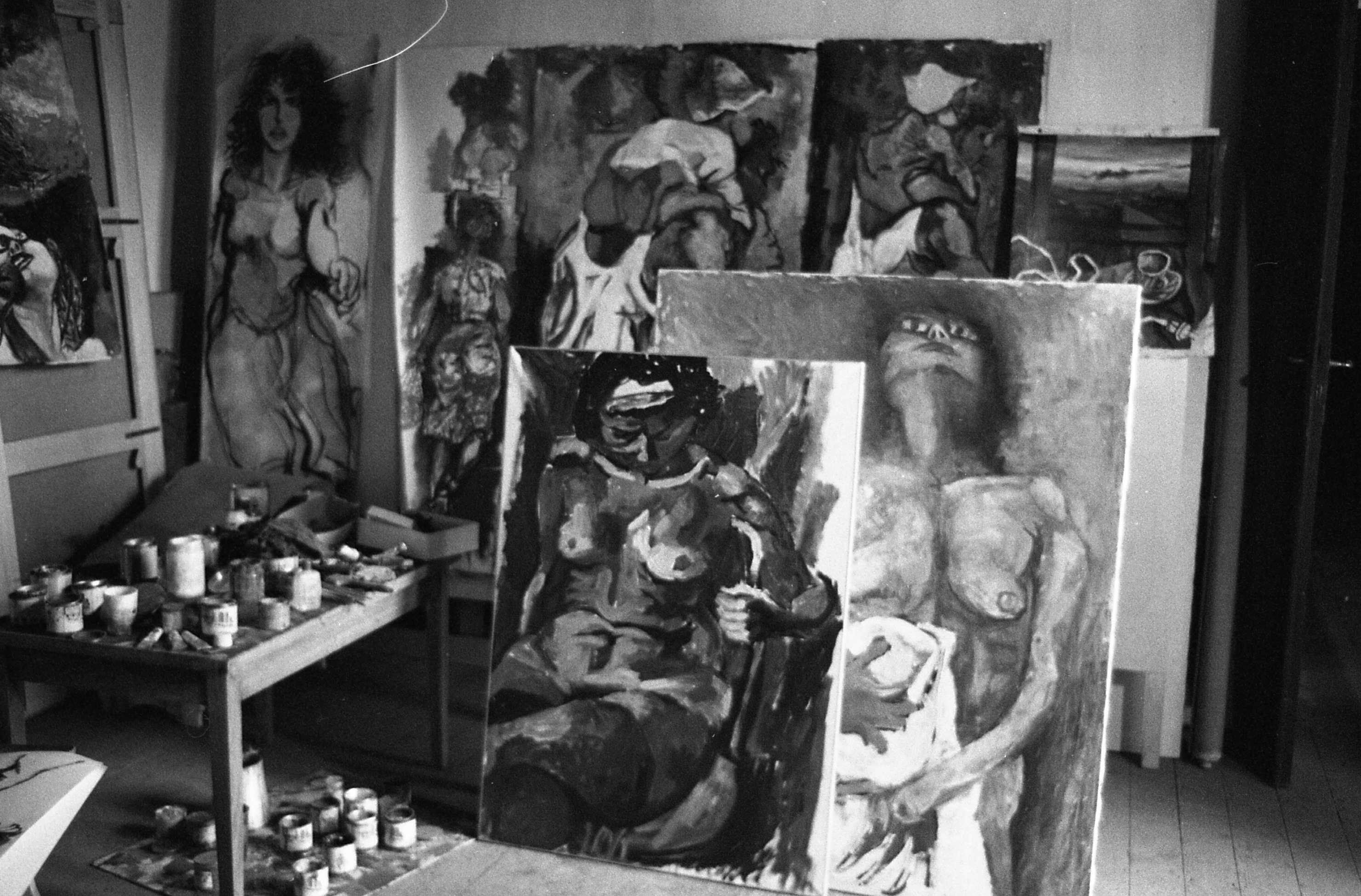
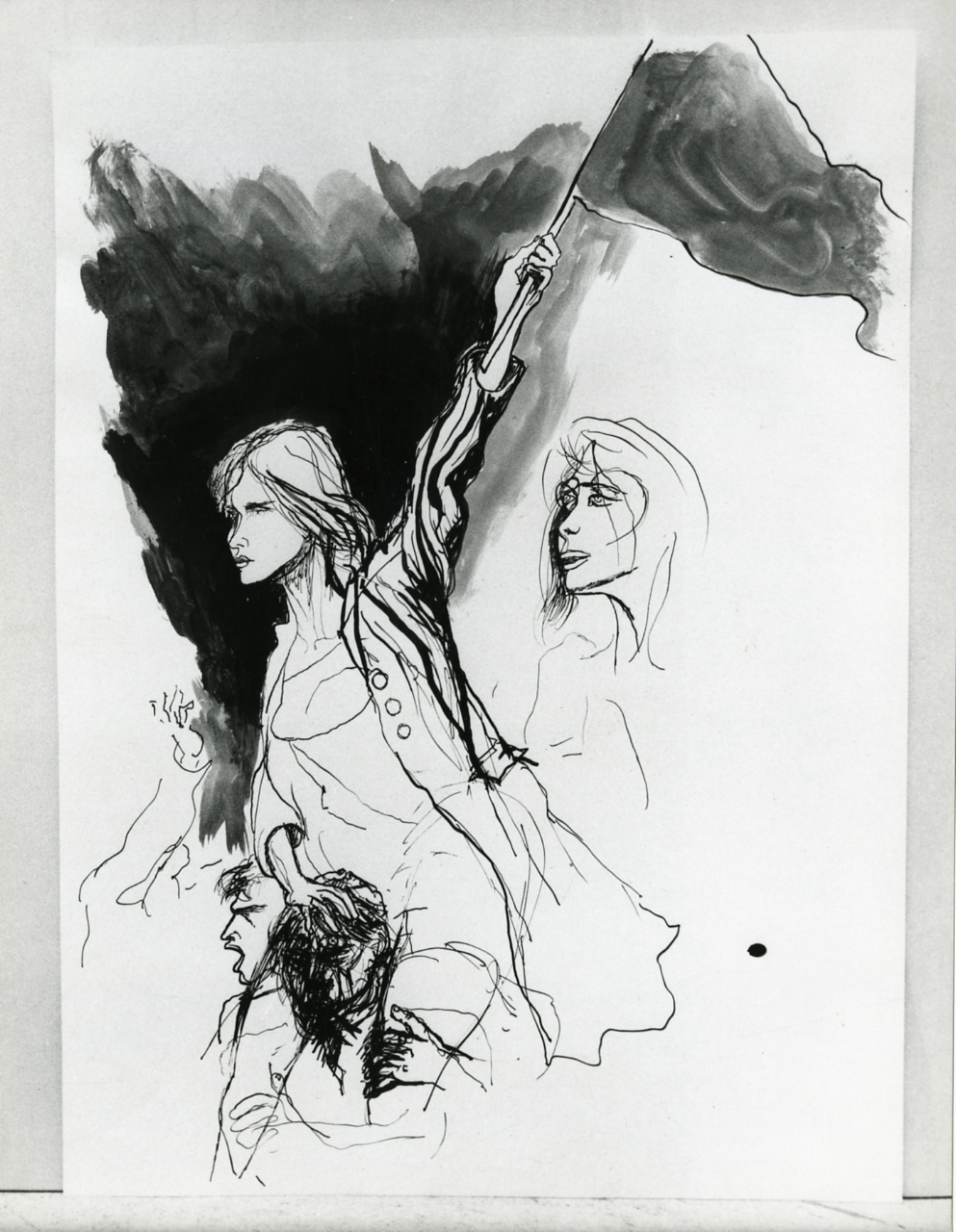
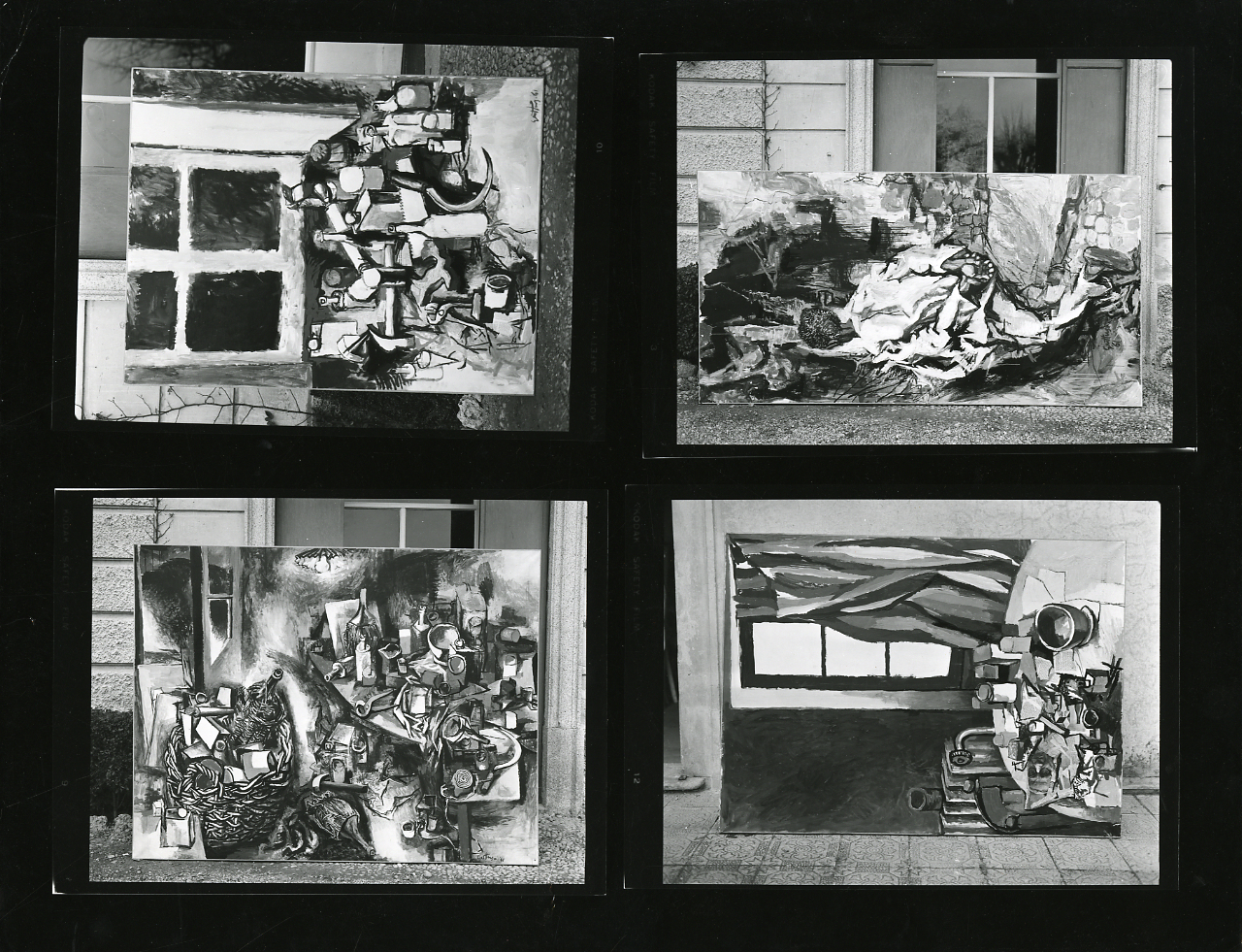
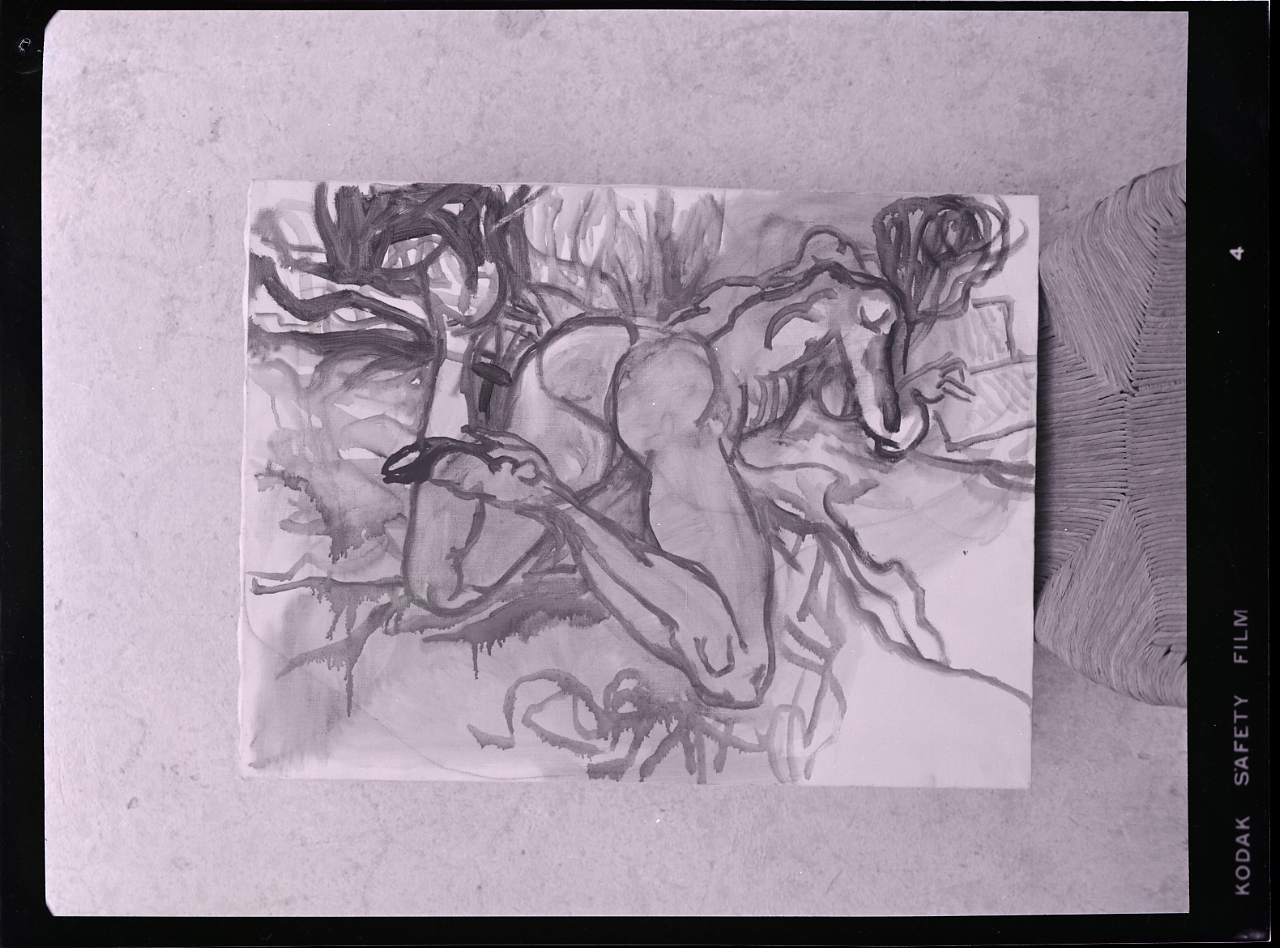
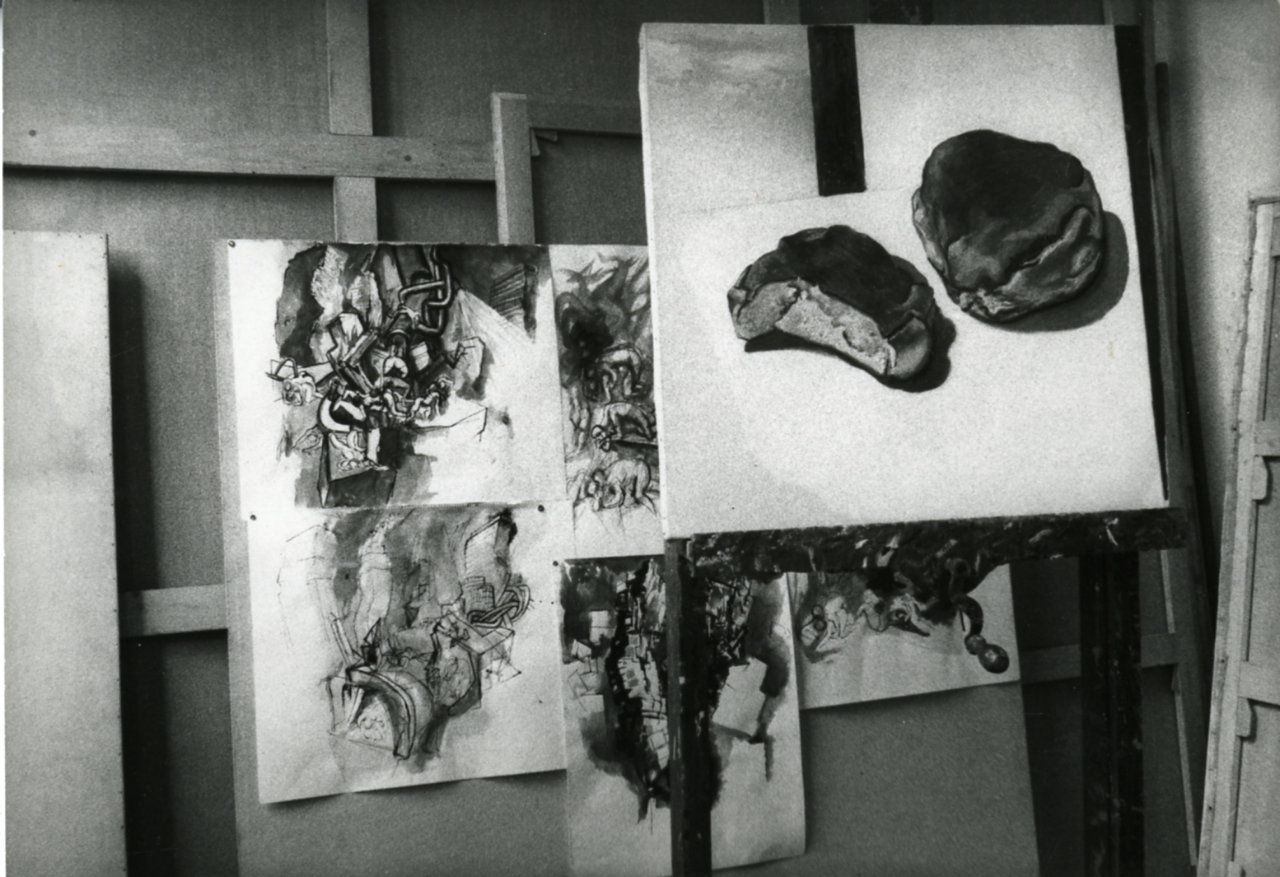
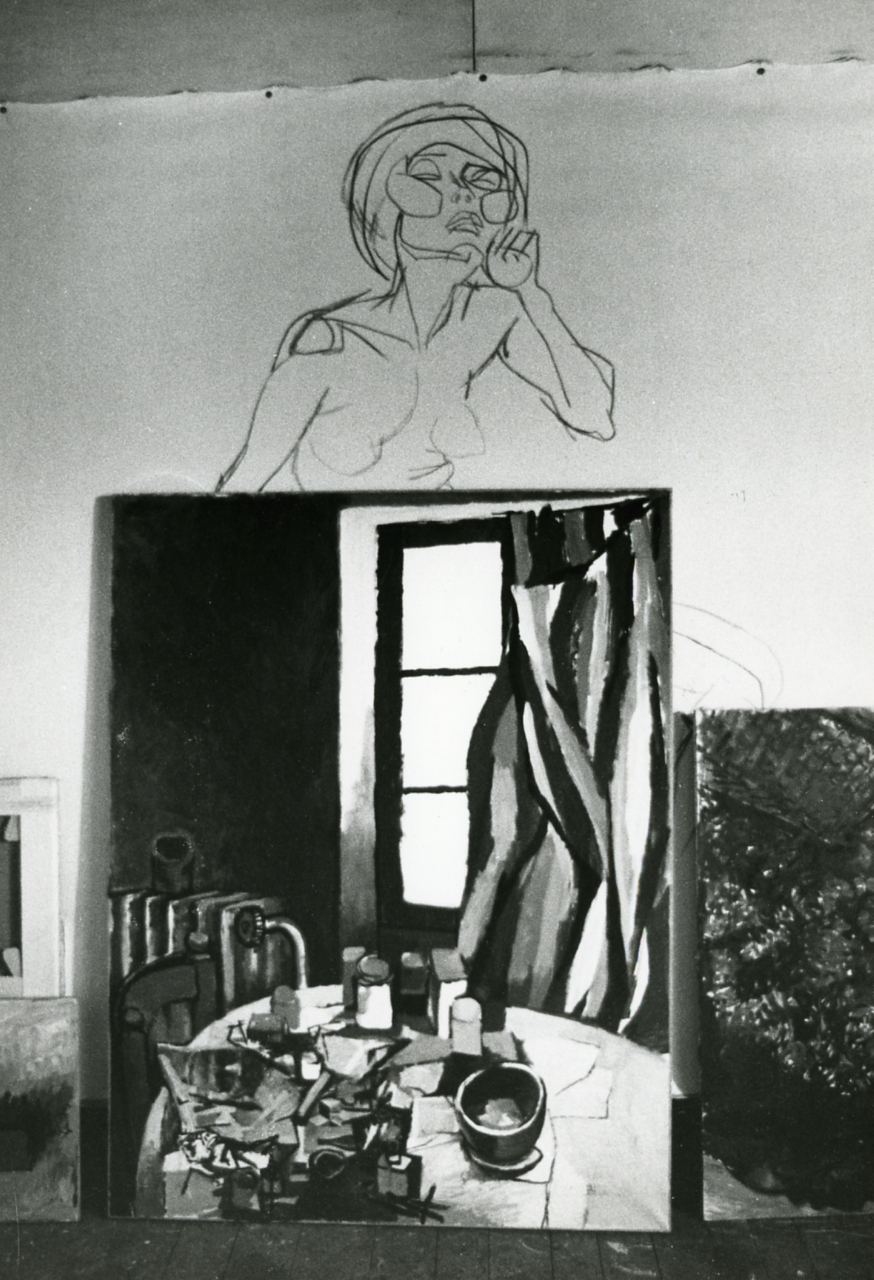
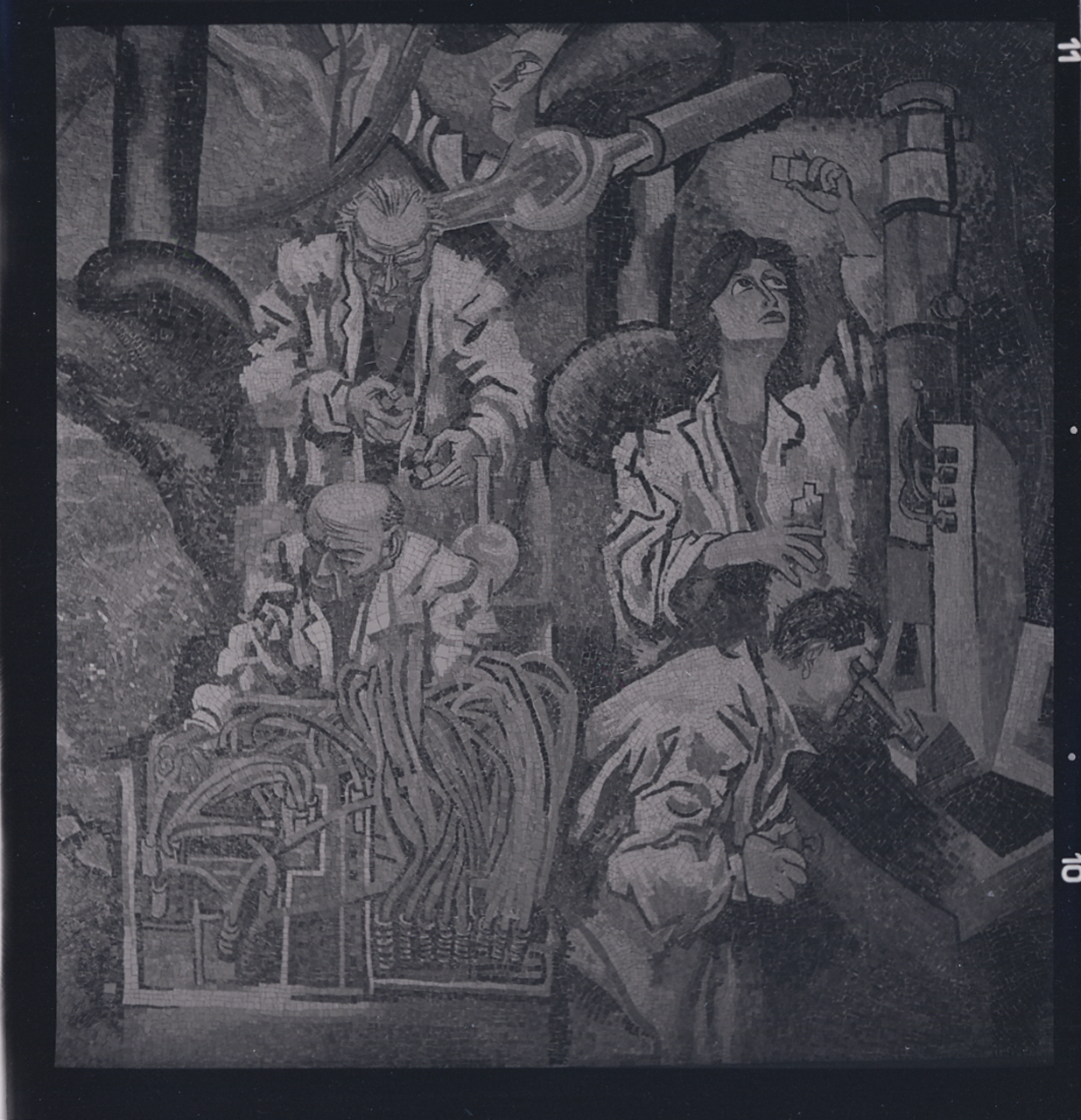
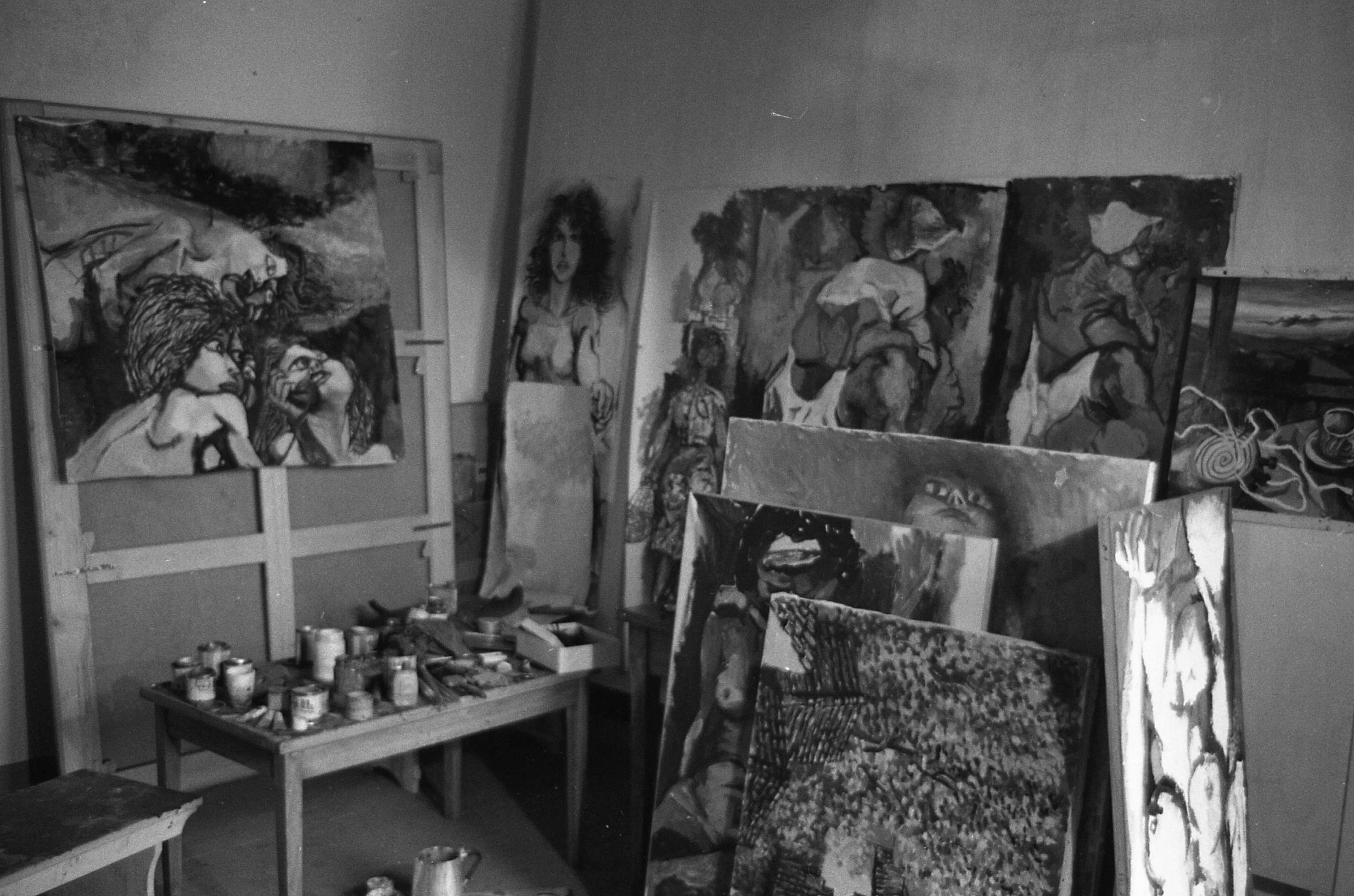
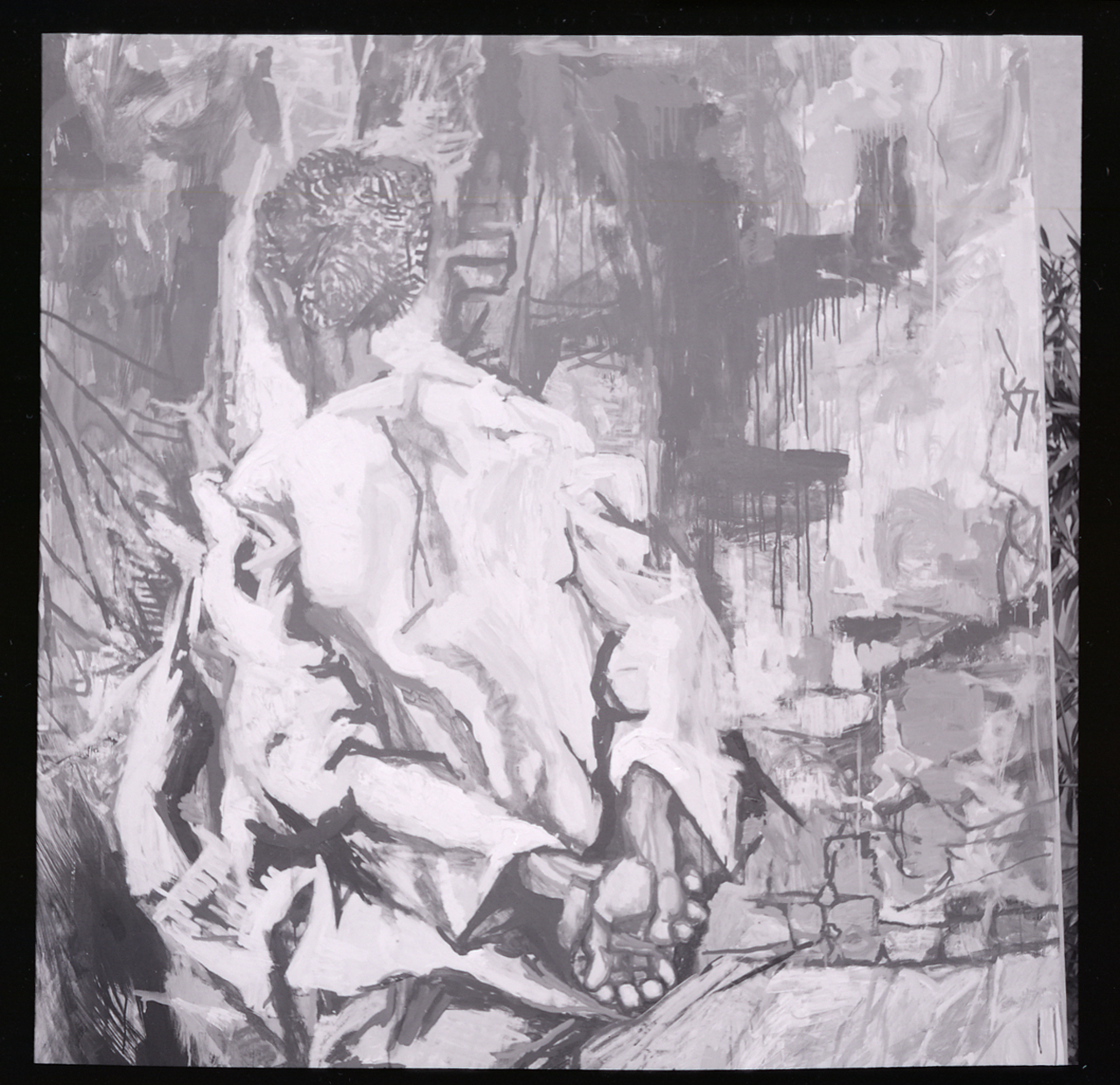
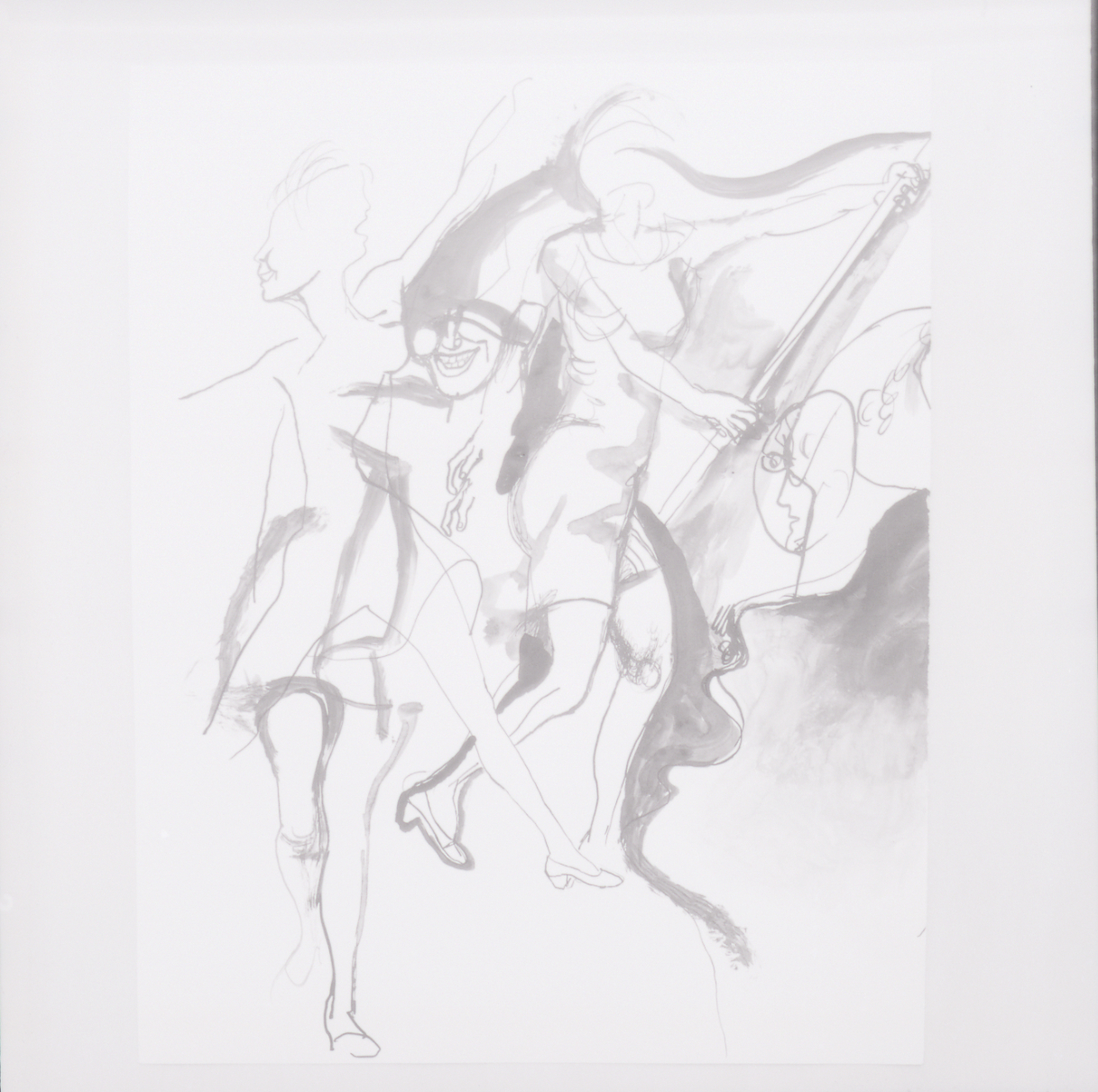